# Maryann Brandon

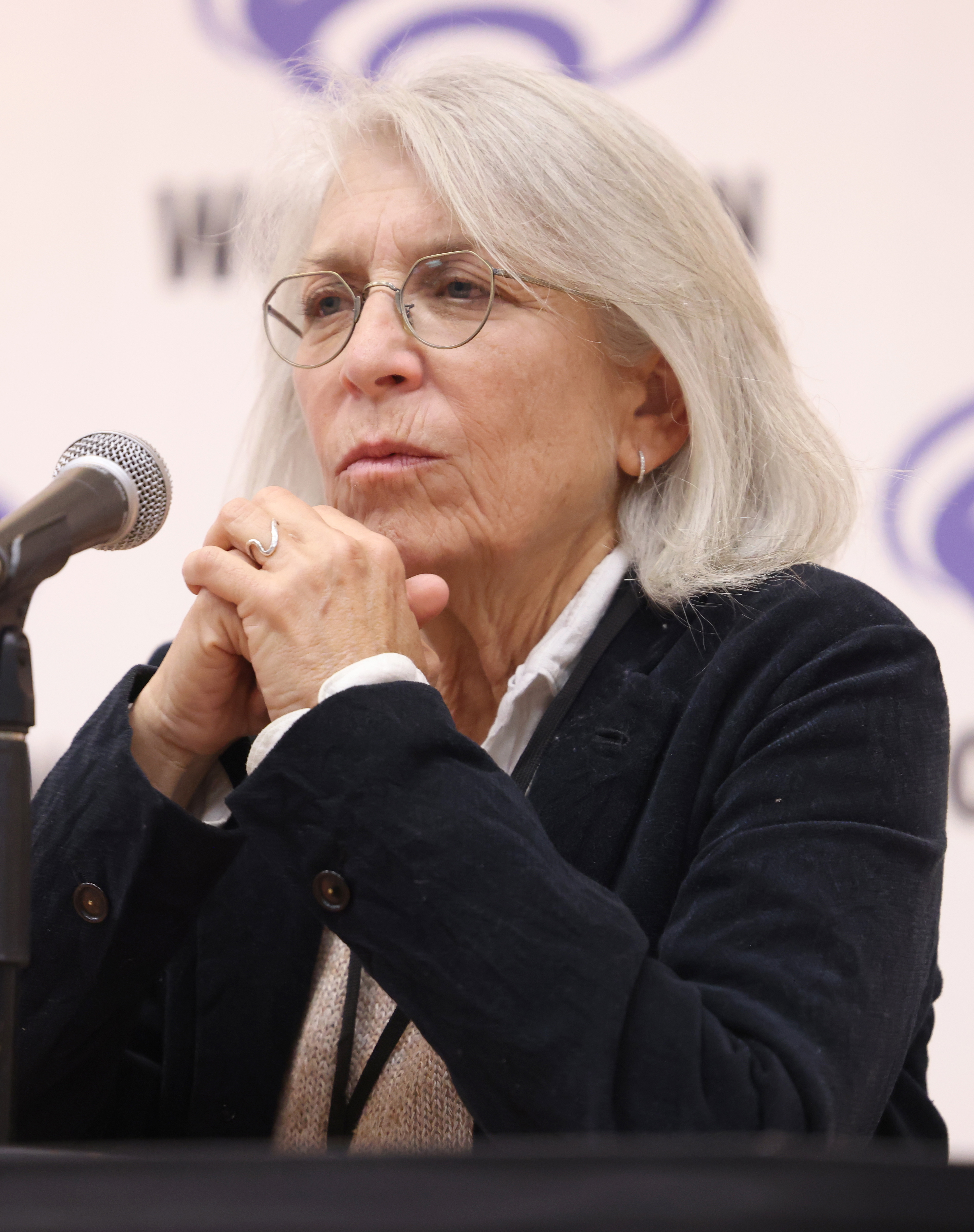
Maryann Brandon (2025)

Maryann Brandon ist eine US-amerikanische Filmeditorin und Mitglied der American Cinema Editors.

## Leben
Brandon sammelte in den 1980er Jahren erste Erfahrungen als Schnittassistentin. Seit den späten 1980er Jahren ist sie als eigenständige Editorin tätig. Bislang war sie zweimal für einen Eddie Award der American Cinema Editors und einmal für einen Emmy nominiert. Von 2001 bis 2005 war sie an mehr als 25 Folgen der Serie Alias – Die Agentin beteiligt. In der Serie führte sie erstmals bei zwei Folgen die Regie. Bei Alias arbeitete sie erstmals mit J. J. Abrams zusammen. 2006 folgte mit Mission: Impossible III ihre erste gemeinsame Filmproduktion, seither ist Brandon, bis zuletzt bei Star Wars: Das Erwachen der Macht (2015) und Star Wars: Der Aufstieg Skywalkers (2019), häufig gemeinsam mit ihrer Kollegin Mary Jo Markey, für den Schnitt der Mehrheit seiner Filme verantwortlich.

## Filmografie (Auswahl)
- 1991: Bingo – Kuck mal, wer da bellt! (Bingo)
- 1993: Caught in the Act
- 1994: Die Vögel II – Die Rückkehr (The Birds II: Land’s End)
- 1995: Der dritte Frühling – Freunde, Feinde, Fisch & Frauen (Grumpier Old Men)
- 1997: Tausend Morgen (A Thousand Acres)
- 1999: Hunley – Tauchfahrt in den Tod (The Hunley)
- 2000: The Miracle Worker – Wunder geschehen (The Miracle Worker)
- 2001–2005: Alias – Die Agentin (Fernsehserie)
- 2006: Mission: Impossible III
- 2007: Der Jane Austen Club (The Jane Austen Book Club)
- 2009: Star Trek
- 2010: Drachenzähmen leicht gemacht (How to Train Your Dragon)
- 2011: Kung Fu Panda 2
- 2011: Super 8
- 2013: Star Trek Into Darkness
- 2014: Endless Love
- 2015: Star Wars: Das Erwachen der Macht (Star Wars: The Force Awakens)
- 2016: Passengers
- 2018: The Darkest Minds – Die Überlebenden (The Darkest Minds)
- 2018: Venom
- 2019: Star Wars: Der Aufstieg Skywalkers (Star Wars: The Rise of Skywalker)
- 2021: Venom: Let There Be Carnage